# Jason London
Jason Paul London (San Diego, 7 de novembro de 1972) é um ator americano, conhecido por seu papel como Randall "Pink" Floyd no filme Dazed and Confused (br: Jovens, Loucos e Rebeldes), do diretor Richard Linklater.

## Biografia
London nasceu em San Diego, Califórnia, filho de Debbie (nome de solteira Osborn), uma garçonete, e Frank London, um metalúrgico. Foi criado em Oklahoma, próximo às cidades de Tuttle e DeSoto, no Texas. Tem um irmão gêmeo, Jeremy London, que também é ator. Em 2005 ambos atuaram no mesmo episódio da série 7th Heaven, chamado "Smoking"; Jeremy também foi o dublê de Jason em The Man in the Moon.
Em 18 de fevereiro de 1997 London e a atriz Charlie Spradling se casaram em Las Vegas, Nevada. divorciados em 2006, tiveram uma filha, Cooper, nascida no mesmo dia que o pai. Jason e Cooper apareceram juntos nos Hero Awards de 2009.

## Carreira
| Ano  | Filme                                            | Papel                      |
| ---- | ------------------------------------------------ | -------------------------- |
| 1991 | The Man in the Moon                              | Court Foster               |
| 1991 | December                                         | Russell Littlejohn         |
| 1991 | Blood Ties                                       | Cody Puckett               |
| 1993 | Dazed and Confused                               | Randall "Pink" Floyd       |
| 1993 | Aerosmith - clipe de "Amazing"                   | -                          |
| 1994 | Safe Passage                                     | Gideon Singer              |
| 1995 | Fall Time                                        | Tim                        |
| 1995 | To Wong Foo, Thanks for Everything! Julie Newmar | Bobby Ray                  |
| 1995 | My Teacher's Wife                                | Todd Boomer                |
| 1996 | Countdown                                        | Chris Murdoch              |
| 1997 | Mixed Signals                                    | Alex                       |
| 1997 | Friends 'Til the End                             | Simon                      |
| 1998 | Broken Vessels                                   | Tom                        |
| 1999 | Frontline                                        | Robert                     |
| 1999 | Alien Cargo                                      | Christopher 'Chris' McNiel |
| 1999 | The Rage: Carrie 2                               | Jesse Ryan                 |
| 2000 | Jason and the Argonauts                          | Jason                      |
| 2000 | Poor White Trash                                 | Brian Ross                 |
| 2000 | The Hound of the Baskervilles                    | Sir Henry Baskerville      |
| 2000 | $pent                                            | Max                        |
| 2001 | Out Cold                                         | Rick Rambis                |
| 2002 | A Midsummer Night's Rave                         | Stosh                      |
| 2003 | Last Stand                                       | Private James Cavanagh     |
| 2003 | Dracula II: Ascension                            | Luke                       |
| 2003 | Grind                                            | Jimmy Wilson               |
| 2003 | Wasabi Tuna                                      | Evan                       |
| 2005 | Dracula III: Legacy                              | Luke                       |
| 2005 | Out of the Woods                                 | Matt Flemming              |
| 2005 | The Prophecy: Uprising                           | Simon                      |
| 2005 | The Prophecy: Forsaken                           | Simon                      |
| 2006 | To Kill a Mockumentary                           | Tucker                     |
| 2006 | Greed (ou Axe)                                   | Robert                     |
| 2006 | The Glass House 2: The Good Mother               | Ben                        |
| 2007 | Adventures of Johnny Tao                         | Jimmy                      |
| 2007 | Throwing Stars (ou Who's Your Monkey?)           | Bobby Stork                |
| 2007 | Showdown at Area 51                              | Jake Townshend             |
| 2008 | All Roads Lead Home                              | Cody                       |
| 2008 | Killer Movie                                     | Mike                       |
| 2009 | The Evolution of Ethan Baskin                    | Ethan Baskin               |
| 2009 | The Devil's Tomb                                 | Hicks                      |
| 2009 | Sutures                                          | Detective Zane             |
| 2010 | The Putt Putt Syndrome                           | Johnny                     |